# Crozant
Crozant é uma comuna francesa na região administrativa da Nova Aquitânia, no departamento de Creuse. Estende-se por uma área de km², com habitantes, segundo os censos de 1999.